# ماريا يوجينيا بيلسا
ماريا يوجينيا بيلسا (من مواليد 10 مارس 1958) سياسية أرجنتينية من حزب العدالة، ولدت في روزاريو سانتا في. كانت نائبة حاكم سانتا في، مرافقة للحاكم خورخي عبيد من عام 2003 حتى عام 2007. على هذا النحو فهي ترأس أيضًا مجلس الشيوخ الإقليمي. وهي شقيقة السياسي رافائيل بيلسا ومدرب كرة القدم مارسيلو بيلسا. من عام 2019 إلى عام 2020 شغلت منصب وزيرة التنمية الإقليمية والموئل في حكومة ألبرتو فرنانديز.
بيلسا مهندسة معمارية، قامت بالتدريس في كلية الهندسة المعمارية في جامعة روزاريو الوطنية. وهي متزوجة من مهندس معماري ولديها ابن يدرس نفس المهنة.
قبل الانتخابات التشريعية لعام 2005 طلب الرئيس نيستور كيرشنر من بيلسا الترشح لمقعد متنازع عليه بشدة في مجلس النواب الوطني، لكنها رفضت قائلة إن لديها تفويضًا لإنهاء فترة ولايتها في المنصب الذي انتُخبت من أجله. طلب المحافظ عبيد مرة أخرى من بيلسا الترشح لمنصب عمدة روزاريو في الانتخابات العامة لعام 2007 في نهاية فترة ولايتهم. لم ترفض أو تقبل هذا الطلب صراحة في ذلك الوقت، ولكن في النهاية قدم مرشحون آخرون لرئاسة البلدية أنفسهم بدلاً من ذلك. تم انتخاب بيلسا لعضوية المجلس في انتخابات بلدية روزاريو كرئيس لـ لقاء روزاريو.